# Isztimér, Fejér
Isztimér  este un sat în districtul Mór, județul Fejér, Ungaria, având o populație de 994 de locuitori (2011). 

## Demografie
Componența etnică a satului Isztimér
     Maghiari (88,63%)
     Germani (11,04%)
     Necunoscut (0,33%)
     Alții (0,33%)
Componența confesională a satului Isztimér
     Romano-catolici (43,06%)
     Reformați (14,89%)
     Fără religie (12,68%)
     Necunoscută (27,57%)
     Alte religii (2,41%)
Conform recensământului din 2011, satul Isztimér avea 994 de locuitori. Din punct de vedere etnic, majoritatea locuitorilor (88,63%) erau maghiari, cu o minoritate de germani (11,04%). Apartenența etnică nu este cunoscută în cazul a 0,33% din locuitori. Nu există o religie majoritară, locuitorii fiind romano-catolici (43,06%), reformați (14,89%) și persoane fără religie (12,68%). Pentru 27,57% din locuitori nu este cunoscută apartenența confesională.